# かつらぎもおむ
かつらぎもおむ(英:mhoohm kasturagi、1968年3月26日-）元グラフィックデザイナー。大阪府出身。血液型はA型。
大阪芸術大学芸術学部美術学科を中退。その後、大阪のデザイン会社に就職。2010年にデザイン会社を退社。

## 経歴
ペンネームは高校時代から使用しているが当時は漢字だった。由来は当時好きだったアニメのキャラクターから拝借したとのこと。一時は漫画家を目指すも挫折。その後デザイン会社に就職。デザイナー時代にイラストレーターを兼業し、大阪の企業、株式会社ホープツーワンの『ほおぷちゃん』や、株式会社紫紋の『しもんちゃん』及び『バフバフ』などキャラクターデザインを担当。1999年に村田蓮爾氏と出会い、以後同人誌のデザインを手伝っている（『MHOOHM』などのクレジットあり）。氏との出会いでしばらく精力的に同人活動を行う。2008年SFコンベンションDAICON7のオープニングムービー用キャラクターである『おおねナナ』のキャラクター及びコスチュームデザインを担当。